# Universitatea din Marburg
Universitatea Philip din Marburg (în germană Philipps-Universität Marburg) a fost fondată în anul 1527 de către Filip I, Landgraf de Hessa, fiind una dintre cele mai vechi universități din Germania și cea mai veche universitate protestantă din lume. Ea este acum o universitate publică a landului Hessa, fără afiliere religioasă. Universitatea din Marburg are aproximativ 25.000 de studenți și 7.500 de angajați, ceea ce face Marburgul, un oraș de 72.000 de locuitori, un proverbial „oraș universitar”, cu clădiri universitare în interiorul sau în jurul centrului. Aproximativ 12% dintre studenți provin din alte țări. Ea oferă un program universitar internațional de vară și are un program ERASMUS înfloritor.
Marburg adăpostește una dintre facultățile de medicină tradiționale ale Germaniei. Asociația medicilor germani este numită Marburger Bund.

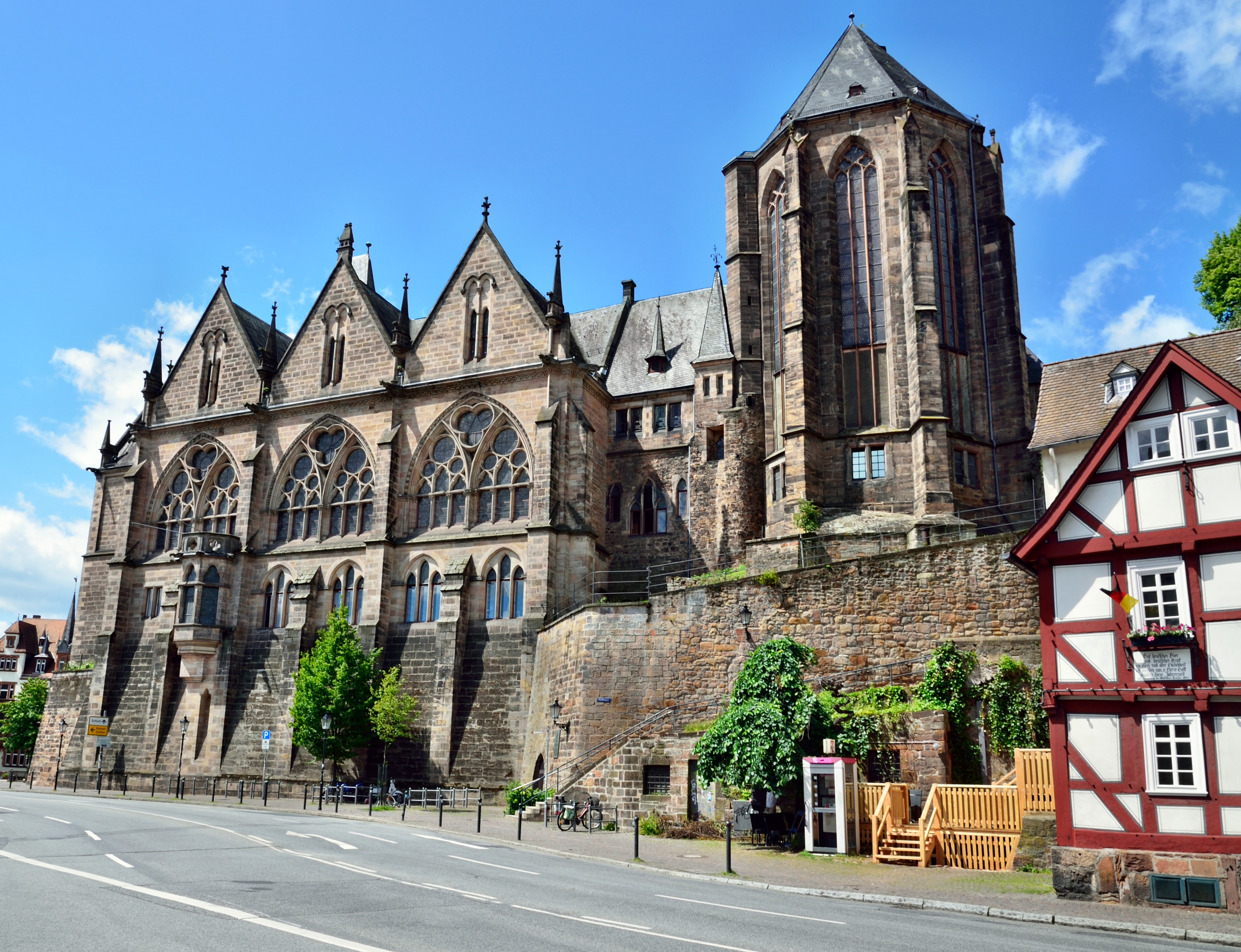
Clădirea veche a Universității adăpostește biserica universității, departamentul de studii religioase și o sală de lectură

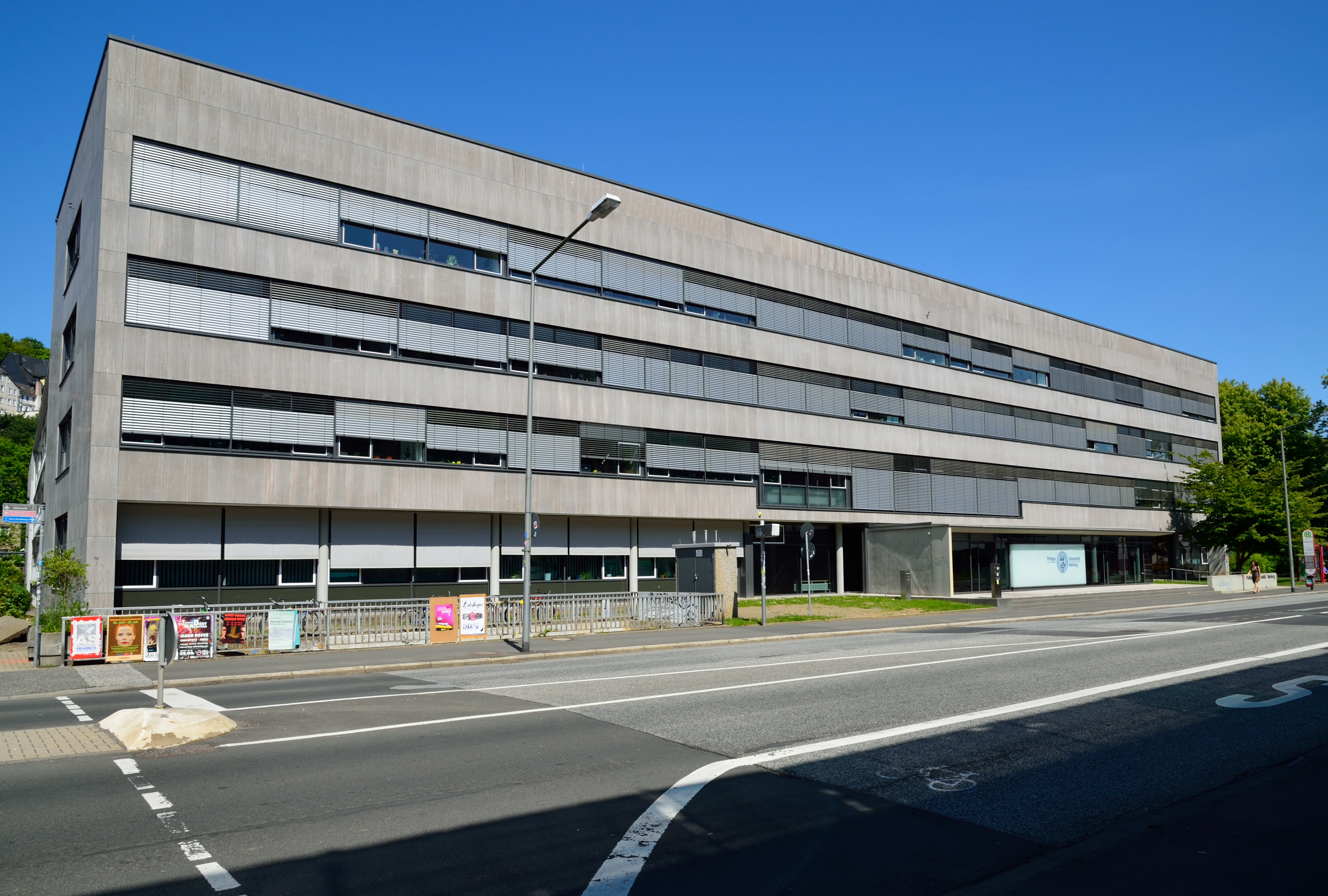
Sediul administrativ al universității

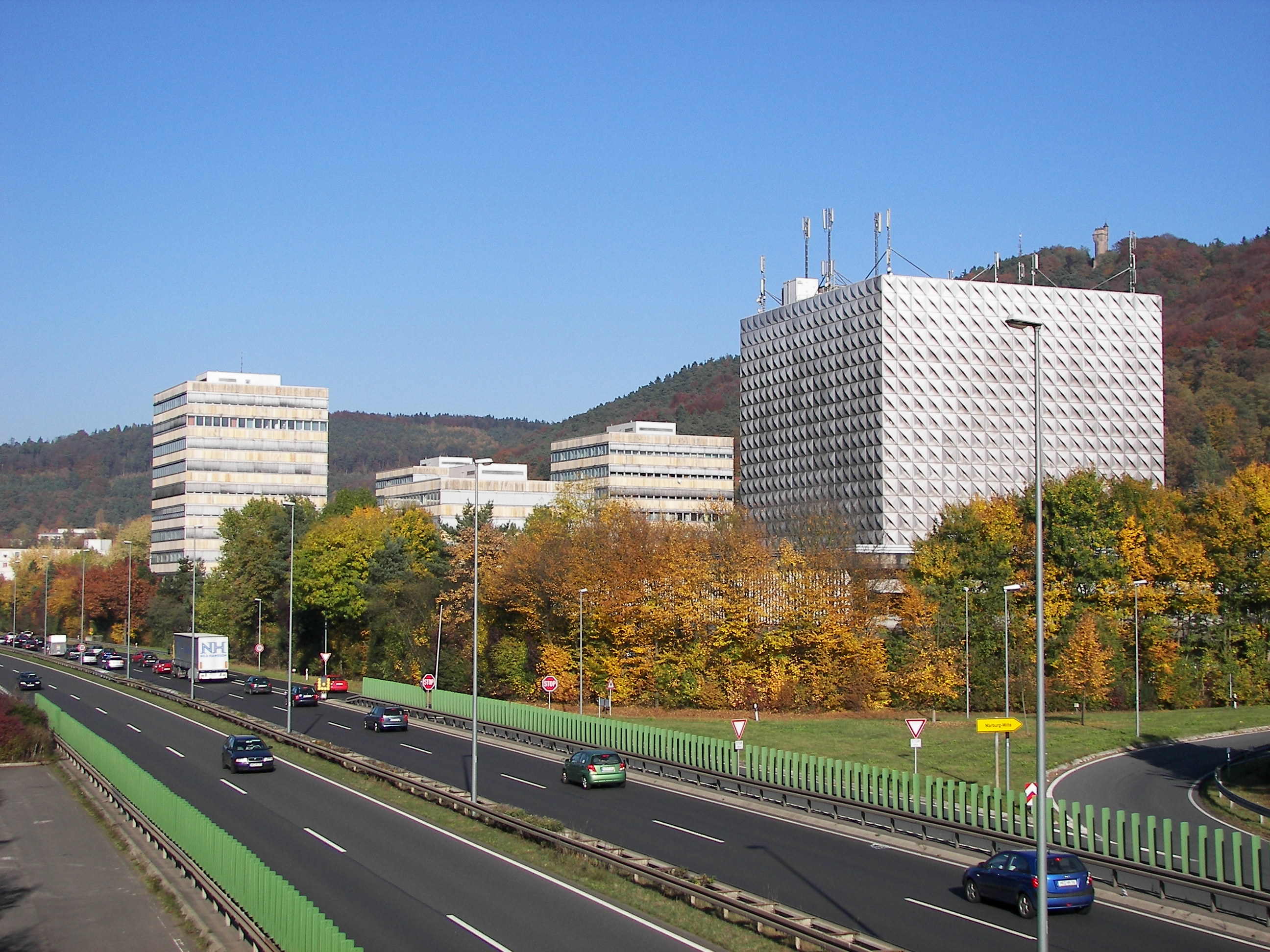
Universitatea din Marburg - Departamentul de Științe Sociale și biblioteca Universității

## Istoric
În anul 1609 s-a înființat la Universitatea din Marburg primul post de profesor de chimie din lume. În 2012 aici s-a deschis un muzeu de chimie numit Chemicum. Programul său de cursuri experimentale este menit să încurajeze tinerii să urmeze o carieră în domeniul științei.

### Perioada nazistă
20 de profesori au fost eliminați din universitate în 1933, printre care Wilhelm Röpke care a emigrat și Hermann Jacobsohn care s-a sinucis.

## Colecțiile universității
- Alter Botanischer Garten Marburg (vechea grădină botanică a universității)
- Botanischer Garten Marburg (actuala grădină botanică a universității)
- Forschungsinstitut Lichtbildarchiv älterer Originalurkunden bis 1250 (Colecția de fotografii vechi)
- Bildarchiv Foto Marburg  (Arhiva națională de fotografii artistice a Germaniei)
- Religionskundliche Sammlung (Colecția de obiecte de cult)
- Deutscher Sprachatlas (Atlasul lingvistic al Germaniei)
- Mineralogisches Museum (Muzeul de Mineralogie)
- Museum für Kunst und Kulturgeschichte (Muzeul de Artă)

## Absolvenți și profesori notabili
Printre oamenii de știință care au studiat sau predat la Universitatea din Marburg sunt:
- Ludwig Aschoff
- Emil von Behring
- Karl Ferdinand Braun
- Klaus Bringmann
- Robert Bunsen
- Adolf Butenandt
- Georg Ludwig Carius
- Franz Ludwig Fick
- Hans Fischer
- Edward Frankland
- Frederick Augustus Genth
- Johann Peter Griess
- Karl Eugen Guthe
- Otto Hahn
- Johannes Hartmann
- Thomas Archer Hirst
- Erich Hückel
- Hermann Knoblauch
- Hermann Kolbe
- Albrecht Kossel
- Otto Loewi
- Carl Ludwig
- Hans Meerwein
- Ludwig Mond
- Denis Papin
- Heinrich Petraeus (1589–1620)
- Otto Schindewolf
- Sunao Tawara
- John Tyndall
- Wilhelm Walcher
- Alfred Wegener
- Georg Wittig
- Alexandre Yersin
- Karl Ziegler
- Theodor Zincke
- Gerhard Wilhelm Goetze

Marburg a fost cunoscută dintotdeauna ca o universitate concentrată pe științe umaniste. Ea și-a păstrat influența, mai ales în filosofie și teologie pentru o lungă perioadă de timp după cel de-al Doilea Război Mondial. Printre teologii legați de această universitate sunt:
- Rudolf Bultmann
- Friedrich Heiler
- Wilhelm Herrmann
- Aegidius Hunnius
- Andreas Hyperius
- Otto Kaiser
- Jacob Lorhard
- Rudolf Otto
- Kurt Rudolph
- Paul Tillich
- August Friedrich Christian Vilmar

Printre filosofii legați de Universitatea din Marburg sunt următorii:
- Wolfgang Abendroth
- Ernst Cassirer
- Hermann Cohen
- Hans-Georg Gadamer
- Nicolai Hartmann
- Martin Heidegger
- Hans Jonas
- Friedrich Albert Lange
- Karl Löwith
- Paul Natorp
- Christian Wolff
- Eduard Zeller
- Karl Theodor Bayrhoffer
- Hans Heinz Holz

Alți studenți și profesori notabili sunt:
- Hannah Arendt
- Karl Barth
- Gottfried Benn
- Gerold Bepler
- Georg Friedrich Creuzer
- T. S. Eliot (a trebuit să părăsească școala de vară în august 1914, la începutul Primului Război Mondial)
- José Ortega y Gasset
- Jacob Grimm
- Wilhelm Grimm
- Caspar Friedrich Hachenberg
- Gustav Heinemann
- Beatrice Heuser
- Kim Hwang-sik
- Helmut Koester
- Wilhelm Liebknecht
- Mihail Lomonosov
- Carlyle Ferren MacIntyre
- Ulrike Meinhof
- Friedrich Paulus
- Boris Pasternak
- Ernst Reuter
- Isaac Rülf
- Ferdinand Sauerbruch
- Friedrich Carl von Savigny
- Annemarie Schimmel
- Heinrich Schütz
- Manfred Siebald
- Leo Strauss
- Wilhelm Röpke
- Costas Simitis
- Dmitri Ivanovici Vinogradov
- Ingeborg Weber-Kellermann